# پراکاش راج
پراکاش راج (انگلیسی: Prakash Raj؛ زادهٔ ۲۶ مارس ۱۹۶۵) هنرپیشه، تهیه‌کننده، کارگردان و مجری اهل کشور هند است. وی از سال ۱۹۸۶ میلادی تاکنون مشغول فعالیت بوده است. از فیلم‌هایی که وی در آن نقش داشته است می‌توان به سینگهام اشاره کرد.

## فیلم‌شناسی
فهرست برخی از فیلم‌هایی که پراکاش راج در آنها به ایفای نقش پرداخته است:
- سینگهام
- هرج و مرج دوباره
- سینگ صاحب بزرگ
- قدرت (۲۰۰۲)
- زنجیر (۲۰۱۳)
- پلیس‌گیری
- تحت تعقیب (۲۰۰۹)
- آن مرد مسن
- رویاهای لرزان
- شاهزاده (۱۹۹۹)
- بمبئی
- نترس ۲
- قهرمان بازی
- تجاوز (۲۰۱۱)
- تاجر
- تند و تیز (۲۰۱۶)
- شاهزاده (۲۰۱۷)
- بیگانه (۲۰۰۵)
- بوسه بر روی گونه
- سینگام (۲۰۱۰)
- خانه عروسک‌ها
- آفتاب‌پرست (۲۰۱۱)
- رودرامادوی
- سرباز (۲۰۰۶)
- امن (۲۰۰۵)
- او (۲۰۰۵)
- بانی (۲۰۰۵)
- بدرینات
- ریسک پذیر
- پادایاپا
- دویدن (۲۰۰۸)
- کانچیوارام
- مونا (۲۰۰۷)
- اوه عشق
- یک (۲۰۰۳)
- نفس (۲۰۱۶)
- سایز صفر
- معامله‌گر (۲۰۰۷)
- بازیگر بزرگ
- اسب مسابقه
- پسر ساتیامورتی
- من بارات
- آیین پرستش مار
- سرگرمی (۲۰۱۴)
- بازی الهی آغاز می‌شود
- جان‌سخت (۲۰۲۰)
- گویند مرد مردم است
- اگر می‌خواهید بیایید، من امتناع می‌کنم
- آجی (۲۰۰۶)
- دغل (۲۰۰۷)
- خوشی (۲۰۰۸)
- آبهی و من (۲۰۰۸)
- آقای کامل
- الکترا (۲۰۱۰)
- راجو (۲۰۱۳)
- بدری (۲۰۰۰)
- آقای وکیل
- غرور (۲۰۱۳)
- قدرت (۲۰۱۰)
- آسمان (۲۰۱۱)
- ساگونی
- طبل (۲۰۱۲)
- هر کس (۲۰۰۵)
- آزاد (۲۰۰۰)
- آفرین رئیس
- ن. ت. ر: قهرمان
- آشوک
- هویت (۲۰۱۵)
- هم‌سرایان (۲۰۱۰)
- ساروجا (۲۰۰۸)
- رامبابو به‌همراه فیلم‌بردار گانگا
- روزی در چنای
- یوزپلنگ (۲۰۰۷)
- دواراکا
- حمله: قسمت ۱
- سپر ملی
- دو (۲۰۱۹)
- سلامی محض رضای عشق
- کمی خوشی کمی سختی
- پونیین سلوان: قسمت ۱
- سیتا رامام
- رو در رو (۱۹۹۷)
- سانتوش سوبرامانیام
- پونیین سلوان: قسمت ۲
- شارت
- سیواکاسی
- جنگل‌های بی‌خوابی
- در آشپزخانه شما
- از آسمان برای من زیاد رسید (۲۰۰۱)
- باران (۲۰۰۴)
- آتش زیبا (۲۰۰۴)
- تاک یاس در حیاط (۲۰۱۳)
- داماد سینو (۲۰۱۴)
- موکوندا (۲۰۱۴)
- ۹ (۲۰۱۹)
- حکیم بزرگ (۲۰۱۹)
- داماد فوق‌العاده (۲۰۲۱)
- سرگرد (۲۰۲۲)
- آموزشگاه موسیقی (۲۰۲۳)
- حرمسرا (۱۹۹۸)
- آپو (۲۰۰۰)
- ببر (۲۰۱۱)
- آرجون (۲۰۰۴)
- هیولا (۲۰۱۹)
- بهیما (۲۰۰۸)
- زمین (۲۰۱۵)
- بابی
- چرخ
- چاتراپاتی
- آسمان سرخ زرشکی-۲۰۱۸
- من دوست دارم ببینم